# 索贾特
索贾特（英語：Sojat），是印度拉贾斯坦邦Pali县的一个城镇。总人口38877（2001年）。

## 人口
该地2001年总人口38877人，其中男性20230人，女性18647人；0—6岁人口6487人，其中男3399人，女3088人；识字率57.81%，其中男性为71.02%，女性为43.49%。